# Lúcio (peixe)
Lúcio é o nome geral dado aos peixes de água doce do género Esox, o único membro da família Esocidae. São nativos da América do Norte, Europa Ocidental, Sibéria e Eurásia.
Podem crescer até um máximo registado de 1.83 metro, e um peso máximo de 35 quilogramas, e podem viver até os 30 anos de idade. São alongados, em forma de torpedo, e predadores, tendo dentes afiados. A sua cor é tipicamente cinzento-esverdeado podendo apresentar pintas, sempre de padrão diferente de indivíduo para indivíduo.

## Espécies
- Esox americanus
- Esox lucius
- Esox masquinongy
- Esox niger
- Esox reichertii